# Хани-и-Хотит
Хани-и-Хотит (алб. Hani i Hotit) — пункт пропуска через государственную границу на северо-западе Албании, на границе с Черногорией, на берегу залива Хотиш (Gjiri i Hotit, Hotsko jezero) озера Шкодер. Административно относится к округу (рети) Малесия-э-Мади в области (карке) Шкодер.
В 1985 году завершено строительство железнодорожной линии Лячи — Шкодер — Хани-и-Хотит. Открытие участка Шкодер — Хани-и-Хотит длиной 36,5 км состоялось 11 января в присутствии министра транспорта Народной Социалистической Республики Албании (НСРА) Луана Бабамето. В августе 1986 года было открыто грузовое железнодорожное сообщение по железной дороге Титоград (Подгорица) — Шкодер, HCPA была включена в европейскую железнодорожную сеть.
Осуществляется грузовое железнодорожное сообщение между станциями Тузи (Черногория) и Байза (Албания). Работает грузопассажирский автомобильный двухсторонний пункт пропуска Хани-и-Хотит — Божай (Božaj). Существуют ещё два автомобильных пункта перехода через границу между Албанией и Черногорией: Мурикяни — Сукобин и Вермоши — Грнчар.